# 長野市営バス
長野市営バス（ながのしえいバス）は長野県長野市が営むコミュニティバスである。

## 概要
かつて、旧豊野町には長電バスが、および、旧戸隠村・鬼無里村・大岡村・信州新町・中条村には、川中島バス（2011年4月1日にアルピコ交通（本社：松本市）に統合）が路線バスを運行していたが、両社の経営再建に伴い、補助金対象とならない路線が整理されることとなった。このため、各町村内における一部の路線は廃止され、自治体による廃止代替バスへと移行することとなった。
その後、2005年（平成17年）に豊野町・戸隠村・鬼無里村・大岡村、続いて2010年（平成22年）に信州新町・中条村が長野市に編入されるのに伴い、各町村営バスは長野市営バスとなった。こうした経緯のため、旧長野市内（平成の大合併以前の市域）の路線は、2009年（平成21年）4月の市営バス再編で豊野線が三才駅に乗り入れる（ただし、旧長野市域にあたるのはわずか1.5kmほどである）までは、旧大岡村営バス・大岡篠ノ井線の大花見〜篠ノ井病院前間が唯一であった。
2005年（平成17年）合併の町村については、合併後数年は旧町村営バスとほぼ変わらない路線系統で運行されてきたが、2009年（平成21年）に一部路線をデマンド運行とするなどの再編が行われた。2010年（平成22年）合併の町村についても同様に、当面は旧町村営バスの路線系統を継承して運行し、平成24年度に再編することが合併協定に記されていた。2012年（平成24年）に中条線のデマンド化、2022年（令和4年）には信州新町地区のデマンド化が行われた。

## 沿革
- 2005年（平成17年）4月1日 - 合併に伴い豊野町福祉バス・戸隠村営バス・鬼無里村営バス・大岡村営バスを引き継ぎ、長野市営バスとなる
- 2009年（平成21年）4月1日 - 長野市営バス再編。豊野地区で路線が延長されたほか、戸隠地区・鬼無里地区・大岡地区で一部路線がデマンドバスに転換される
- 2010年（平成22年）1月1日 - 合併に伴い信州新町営バス・中条村営バスを引き継ぐ
- 2012年（平成24年）4月1日 - 中条線がデマンドバスに転換される
- 2022年（令和4年）11月28日 - 信州新町地区がデマンドバスに転換される

## 運行経路

### 豊野地区
- 豊野線
  - 三才駅 - 南郷三 - 石辻 - りんごの湯 - 豊野駅北口 - 豊野駅南口 -（アップルパーク）- 長野市豊野支所 - 浅野駅西団地 - 蟻ヶ崎公会堂・川谷
  - りんごの湯 - 豊野駅北口 - 豊野駅南口 -（アップルパーク）- 長野市豊野支所 - 浅野西 - 曽峯 - 上原 - 二ツ石公会堂
  - （三才駅 ← 南郷三 ← 石辻 ←）りんごの湯 - 豊野駅北口 - 豊野駅南口 -（アップルパーク）- 長野市豊野支所 - 泉平 - 向原 - 上神代公会堂
  - 三才駅 - 南郷三 - 石辻 - りんごの湯 - 豊野駅北口 - 豊野駅南口 -（アップルパーク）- 長野市豊野支所

### 戸隠地区
- 参宮線
  - 上楠川 - そば博物館 - 戸隠小学校前 - 支所前 - 横道 - 中学校前 - 南部大橋 - 六地蔵 - 倉平 - 参宮橋 - 柵郵便局前 - 農協前 - 五十土 - 田頭 - 上祖山 - 上祖山振興館 - 上組 - 渡土
- 西部線
  - 銚子口 - 地蔵原 - 戸隠小学校前 - 診療所 - 下楠川 - 奈良尾 - 母袋 - 今井 - 町 - 大昌寺前 - 学習館 - 倉平 - 参宮橋 - 砂田 - 古宮 - 下内振興館 - 坪山
- 戸隠線
  - （デマンド運行路線） 月～金曜日の週5日運行、祝休日・お盆・年末年始は運休
一部停留所では予約不要で利用できる時刻を設定している。

### 鬼無里地区
- 南鬼無里線(A - D経路あり)
  - A：鬼無里支所 - 西京 - 鬼無里の湯 - 南鬼無里 - 鬼無里の湯 - 土倉 - 加茂神社前 - 西京 - 鬼無里町 - 鬼無里支所
  - B：鬼無里支所 - 西京 - 鬼無里の湯 - 土倉 - 鬼無里の湯 - 西京 - 鬼無里町 - 鬼無里支所
  - C：鬼無里支所 - 西京 - 加茂神社前 - 土倉 - 鬼無里の湯 - 南鬼無里 - 鬼無里の湯 - 西京 - 鬼無里町 - 鬼無里支所
  - D：鬼無里支所 - 西京 - 鬼無里の湯 - 南鬼無里 - 鬼無里の湯 - 土倉 - 西京 - 鬼無里町 - 鬼無里支所
- 大望峠線
  - 鬼無里支所 - （保育園） - 鬼無里町 - 小鬼無里 - 市野瀬 - 峠 - 中田 - 菅谷地
- 鬼無里地域振興線
  - （デマンド運行路線） 火・水・金曜日の週3日運行、祝休日・お盆・年末年始は運休

### 大岡地区
- 大岡篠ノ井線
  - 大岡支所前 - 大岡温泉前 - 芦沼倉庫前 - 軽井沢 - 日影集会所 - 中学前 - 赤田待合所 - 赤田酒屋前 - 昭和団地入口 - 通明小学校前 - 篠ノ井駅 - 篠ノ井病院前
- 大岡線「ハッピー号」
  - （デマンド運行路線） 月～金曜日の週5日運行、祝休日・お盆・年末年始は運休
大岡地区のほか、新町病院や犀峡高校など信州新町方面にも運行する。
穴水停留所（麻績村）にも乗り入れる。

#### 廃止路線
2009年（平成21年）4月1日の再編で廃止された路線は以下の通り（停留所名は廃止時のもの）
なお、廃止後はデマンド交通大岡線「ハッピー号」により全路線が代替されている。
- 聖高原駅線
  - 支所前 - 山の神 - 花尾 - 芦ノ尻 - 市後沢 - 天王団地 - 警察前 - 聖高原駅（麻績村営バス樺内線と相互乗入を行なっていた）
- 中通り線
  - 舟尻 - 山の神 - 支所前 - 八重堀 - 上栗尾 - 聖新橋 - 大月 - 堀ノ内 - 農協前 - 稲荷前 - 八幡原 - 更水病院前 - 美術館前
- 大岡循環線
  - 支所前 - 八重掘 - 北小松尾 - 日合 - 川口 - 大八橋 - 根越 - 山の神 - 支所前

### 信州新町地区
信州新町地区のバスは2022年（令和4年）11月28日からしんまち号（信州新町線）として全面的にデマンド運行に移行した。しんまち号の利用には、事前に利用者登録が必要となる。
- 信州新町線「しんまち号」
  - （デマンド運行路線・要利用者登録） 月～金曜日の週5日運行、祝休日・お盆・年末年始は運休

#### 廃止路線
2022年（令和4年）11月28日の再編で廃止された路線は以下の通り（停留所名は廃止時のもの）
2007年（平成19年）9月30日までは、古坂（ふるさか）で生坂村営バスと連絡していた。大町市民バス八坂線がさぎり荘まで乗り入れているため、2022年までは、さぎり荘で信州新町地区市営バスに、新町もしくは大原橋でアルピコ交通に乗り継ぐことで大町市から長野市まで乗り継ぐことができた。
- コミュニティバス
  - 宇内坂線
    - 大原橋 - 穂刈 - 新町バス営業所 - 旭町 - 山上条入口 - 外味藤（そでみとう）入口 - 左右礼（そうれい） - 宇内坂

  - 越道線（高府線）
    - 大原橋 - 穂刈 - 新町バス営業所 - 旭町 - 山上条入口 - 越道上 - 高府
長野県道36号信濃信州新線における道路改良工事の影響で、小川村手前の越道上で折り返しとなっていた。小川村は代替として小川村役場と新町病院を直行する小川新町線を運行していた[6]。

  - 枌ノ木線
    - 大原橋 - 穂刈 - 新町バス営業所 - 旭町 - 西平上 - 上日時 - 枌ノ木（にれのき） - 芦沢 - 山上条入口 - 旭町 - 新町バス営業所 - 穂刈 - 大原橋（循環）

  - 信級線
    - 美術館前→新町バス営業所→穂刈→大原橋→吐唄（とっと）→新間→岩本→祖室→さぎり荘→川口→吐唄→大原橋→穂刈→新町バス営業所→美術館前（循環）

  - 左右線
    - 美術館前 - 新町バス営業所 - 穂刈 - 大原橋 - 吐唄（とっと） - 川口 - さぎり荘 - 左右（そう）上

- スクールバス（学校休校日などに合わせた運行となっていた。一般客も混乗できた。）
  - 水内線、細尾線、一倉田和線、牧内線・塩本線、南部線

- 福祉バス（信州新町営バス時代は高齢者や障害者とその介助者、および母子・父子家庭である信州新町民に利用が限られていたが、長野市営バス移管に伴いすべての人が利用できるようになった。）
  - 越道枌ノ木線（月曜日運行）
  - 水内上条線（月曜日運行）
  - 西部土口線（火曜日運行）
  - 津和竹房線（水曜日運行）
  - 信級新間線（木曜日運行）
  - 南部味藤線（木曜日運行）
  - 牧郷下中山線（金曜日運行）

### 中条地区

#### 中条地区市バス
土日、祝休日、お盆、年末年始は運休、夕方便は一部区間デマンド運送につき要予約。午前便は小学校経由安庭・いこいまで運行、午後便は小学校発いこい経由総合市民センター止、夕方便は小学校発総合市民センター止となる。ひだか線、すめらぎ線は午前便と午後便・夕方便では循環区間で逆方向の運行となる。
- ひだか線
  - （小学校）→総合市民センター→（いこい） - 手洗三叉路 - 下長井センター - 大安寺 - 総合市民センター→（小学校）→（いこい）
- くさがの線
  - （小学校）→（いこい）→総合市民センター→上下条→古屋敷→音楽堂→三ヶ野→音楽堂→上下条→（小学校）→総合市民センター→（いこい）
- みやまさ線
  - （小学校）→（いこい）→総合市民センター→里原→田の入→倉本→小手屋→ふるさと館→月夜棚→（小学校）→総合市民センター→（安庭）
- すめらぎ線
  - （小学校）→（いこい）→総合市民センター - 里原 - 稗田 - 太田 - 上奈良井 - 大野 - 総合市民センター→（小学校）→（いこい）
- 中条線ふれあい号
  - （デマンド運行路線） 火・木・金曜日の週3日運行、祝休日・お盆・年末年始は運休

#### 廃止路線
2012年（平成24年）4月の再編で廃止された路線は以下の通り（停留所名は廃止時のもの）
- 田の入本郷線（月曜日運行）
  - いこい→中条支所→中条公民館前→埋橋→田の入→倉本→姥久保→月夜棚→中条支所→いこい→中条公民館前
- 沢尻奈良井線（火曜日運行）
  - いこい→中条支所→中条公民館前→大野→天間→上奈良井→太田→稗田→太田入口→中条公民館前→中条支所→いこい
- 三ヶ野専納線（水曜日運行）
  - 中条公民館前→中条支所→いこい→城下→若神子→三ヶ野→音楽堂→上下条→いこい→中条支所→中条公民館前→専納→いこい→…→中条公民館前
- 栗林下長井和沢線（木曜日運行）
  - 中条公民館前→中条支所→いこい→栗林→大安寺→2区センター→松ノ木→いこい→中条支所→中条公民館前→和沢（わさ）→手洗三叉路→角井→中条公民館前→…→いこい
- 臥雲梅木線（金曜日運行）
  - 中条公民館前→中条支所→いこい→上下条→音楽堂→桜出→三ヶ野→臥雲→梅木新井→古屋敷→乗出合（のじあわせ）→いこい→中条支所→中条公民館前

なお、廃止後はフルデマンド運行路線 中条線「ふれあい号」により全路線が代替されている。